# آپاچی اکسیس۲

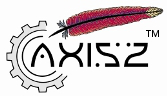
آپاچی اکسیس۲

آپاچی Axis2 هسته یک موتور برای خدمات وب می‌باشد. این یک طراحی کامل و بازنویسی گسترده پشته با استفاده از Apache Axis SOAP می‌باشد. پیاده‌سازی Axis2 در جاوا و Cدسترس می‌باشد.
Axis2 توانایی اضافه کردن وب سرویس واسط برای برنامه‌های کاربردی وب فراهم می‌کند. همچنین به عنوان یک نرم‌افزار سرور مستقل در نظر گرفته شود.

## چرا آپاچی Axis2
یک معماری جدید برای Axis2 در اجلاس Axis2 کلمبو سریلانکا در ماه اوت ۲۰۰۴ معرفی شد، این معماری جدید برای Axis2 است که مبتنی بر انعطاف و کارامدی بیشتر می‌باشد و قابلیت تنظیم در مقایسه با Axis1.x را دارا می‌باشد. برخی از خوبی تثبیت مفاهیم Axis 1.x مانند گرداننده و… در معماری جدید حفظ شده است.
آپاچی Axis2 از SOAP 1.1 و SOAP 1.2 پشتیبانی می‌کند و این حمایت برای به‌طور گسترده‌ای محبوب REST از خدمات وب یکپارچه شده است. همان کسب و کار-منطق پیاده‌سازی هر دو به یک WS-* رابط کاربری میانجی؛ و همچنین به عنوان یک REST/POX سبک رابط کاربری به‌طور همزمان.
Axis2/Java ازاسپرینگ فریمورک پشتیبانی می‌کند.
See article about Apache Axis2/C Performance (2008).
Latest release occurred on 2009.
Axis2 با بسیاری از ویژگی‌های جدید و پیشرفت صنعت مشخصات پیاده‌سازی آمد. ویژگی‌های کلیدی ارائه شده عبارتند از:

## Axis2 امکانات
آپاچی Axis2 شامل پشتیبانی از استانداردهای زیر:
- WS - ReliableMessaging - Via Apache Sandesha2
- WS - Coordination - Via Apache Kandula2
- WS - AtomicTransaction - Via Apache Kandula2
- WS - SecurityPolicy - Via Apache Rampart
- WS - Security - Via Apache Rampart
- WS - Trust - Via Apache Rampart
- WS - SecureConversation - Via Apache Rampart
- SAML 1.1 - Via Apache Rampart
- SAML 2.0 - Via Apache Rampart
- WS - Addressing - Module included as part of Axis2 core

در زیر لیستی از ویژگی‌ها و نقاط فروش ذکر شده از آپاچی محور سایت:
- سرعت - Axis2 با استفاده از خود آن شیء و StAX (جریان API for XML) تجزیه به رسیدن به به‌طور قابل توجهی سرعت بیشتر نسبت به نسخه‌های قبلی آپاچی محور است.
- کم حافظه پا چاپ - Axis2 طراحی شده بود زمین تا نگه داشتن حافظه کم پا چاپ در ذهن است.
- اصل - Axis2 می‌آید با خود سبک‌وزن، شی، مدل، اصل برای پردازش پیام است که توسعه بهینه‌سازی شده برای عملکرد و ساده برای توسعه دهندگان.
- داغ استقرار - Axis2 مجهز به قابلیت استقرار خدمات وب و گرداننده در حالی که سیستم و در حال اجرا است. به عبارت دیگر خدمات جدید را می‌توان اضافه شده به سیستم بدون نیاز به خاموش کردن سرور. به سادگی رها کردن مورد نیاز وب سرویس پاسخها به خدمات دایرکتوری در مخزن و استقرار مدل به‌طور خودکار استقرار خدمات و آن را برای استفاده در دسترس است.
- آسنکرون خدمات وب - Axis2 در حال حاضر پشتیبانی از ناهمزمان خدمات وب و آسنکرون خدمات وب نیایش با استفاده از عدم مسدود کردن مشتریان و حمل و نقل.
- MEP پشتیبانی - Axis2 در حال حاضر می‌آید دستی با انعطاف‌پذیری برای حمایت از تبادل پیام الگوهای (پارلمان اروپا) با ساخته شده در پشتیبانی برای پایه پارلمان اروپا تعریف شده در WSDL 2.0.
- انعطاف‌پذیری - Axis2 معماری به توسعه آزادی کامل برای وارد کردن پسوند به موتور برای هدرهای سفارشی پردازش، سیستم، مدیریت، و هر چیز دیگری شما می‌توانید تصور کنید.
- ثبات - Axis2 تعریف مجموعه ای از منتشر رابط که تغییر نسبتاً آرامی در مقایسه با بقیه از محور.
- جزء گرا استقرار - شما به راحتی می‌توانید تعریف قابل استفاده مجدد شبکه‌های گرداننده به پیاده‌سازی الگوهای رایج برای پردازش برنامه‌های کاربردی خود را یا برای توزیع به همکاران.
- حمل و نقل چارچوب - ما باید پاک و ساده انتزاع برای یکپارچه سازی و استفاده از حمل و نقل (به عنوان مثال فرستنده و شنوندگان برای صابون بیش از پروتکل‌های مختلف از قبیل SMTP, FTP, پیام گرا میان، و غیره), و هسته موتور به‌طور کامل حمل و نقل مستقل است.
- WSDL پشتیبانی - Axis2 پشتیبانی از Web Services Description Languageنسخه ۱٫۱ و ۲٫۰ که اجازه می‌دهد تا شما را به راحتی ساخت‌های اینترنتی برای دسترسی به خدمات از راه دور و همچنین به‌طور خودکار صادرات ماشین قابل خواندن توضیحات خود مستقر خدمات از Axis2.
- Add-ons - چندین وب سایت خدمات مشخصات شده‌اند گنجانیده شده است از جمله WSS4J برای امنیت (آپاچی بارو), Sandesha و قابل اعتماد برای، پیام Kandula است و داده‌ها با یگدیگر از WS-هماهنگیبا WS-AtomicTransaction و WS-BusinessActivity.
- ترکیب و توسعه ماژول‌ها و مراحل بهبود پشتیبانی برای composability و توسعه است. ماژول پشتیبانی composability و همچنین می‌توانید پشتیبانی new WS-* مشخصات در یک ساده و پاک کردن صورت است. آن‌ها با این حال نه داغ خدمت به عنوان آن‌ها تغییر رفتار کلی سیستم.

## Axis2 ماژول
ماژول Axis2 ویژگی‌های QoS مانند امنیتی قابل اعتماد پیام و غیره را فراهم می‌کند.
- Apache Rampart module - Apache Rampart modules adds WS-Security features to Axis2 engine
- Apache Sandesha module - An implementation of WS-ReliableMessaging specification

## فناوری‌های مرتبط
- Apache Axis
- Apache CXFدیگر Apache web services framework (XFire و Celtix)
- Java Web Services Development, بسته، web services framework
- XML و رابط کاربری برای خدمات شبکههhttps://en.wikipedia.org/wiki/Apache_Axisای RPC/web services framework
- خدمات نیایش وب سرویس جاوا API برای فراخوانی سرویس‌های وب
- AlchemySOAP با C++ متن باز مبتنی بر SOAP-based web services framework

## Axis2 کتاب
- شروع سریع آپاچی Axis2.